# Alyssum markgrafii
Alyssum markgrafii är en korsblommig växtart som beskrevs av Otto Eugen Schulz och Markgr. Alyssum markgrafii ingår i släktet stenörter, och familjen korsblommiga växter. Inga underarter finns listade i Catalogue of Life.